# Cikareo (Solear)
Cikareo is een bestuurslaag in het regentschap Tangerang van de provincie Banten, Indonesië. Cikareo telt 4714 inwoners (volkstelling 2010).